# 鉛礦坳
鉛礦坳（通鉛礦凹），古名為城門坳，是香港的一個山坳，海拔高度大約為400米，鉛礦坳位於新界城門水塘以北，草山以西一帶，約處於城門郊野公園及大帽山郊野公園的分界，鉛礦坳旁邊的山脊是荃灣區和大埔區的邊界。麥理浩徑第七及八段在此處分界，衛奕信徑第七段也經過此處。
相傳鉛礦坳昔日存有鉛礦，鉛礦坳因而得名。

## 周邊設施
市民可在鉛礦坳沿衛奕信徑前往大埔市中心（包括運頭塘邨、太和邨等）；又或者麥理浩徑和龍門郊遊徑經大帽山前往荃錦公路或城門道往返元朗石崗、荃灣市中心和葵涌。

### 鉛礦坳天文台地震測量站短周期地震台網
香港天文台設有由九個地震測量站組成的短周期地震台網。 